# The Monitor
The Monitor é um jornal em McAllen, Texas, que cobre os condados de Starr e Hidalgo. Ele circula cerca de 36,000 exemplares diariamente, de acordo com o Audit Bureau of Circulations. Foi propriedade da Freedom Communications até 2012, quando os papéis da Freedom no Texas foram vendidos para a AIM Media Texas.